# Calvin Klein
Calvin Klein là một nhãn hiệu thời trang được nhà thiết kế cùng tên Calvin Klein thành lập năm 1968. Công ty có trụ sở tại Midtown Manhattan, New York City và hiện tại do Phillips-Van Heusen (PVH) sở hữu. Giống như các thương hiệu thời trang khác, Calvin Klein nổi tiếng với biểu tượng viết tắt của tên công ty là cK.

## Dấu mốc thời gian
Năm 1968, Calvin thành lập Calvin Klein Limited, một cửa hàng áo khoác trong Hotel York tại thành phố New York, với 10.000 USD.
Năm 1973, Calvin lần đầu tiên nhận được giải thưởng Coty American Fashion Critics cho 74 mảnh bộ sưu tập trang phục nữ và cũng là người nhận trẻ nhất nhận giải tại thời điểm đó.
Năm 1978, tuyên bố doanh số bán hàng của 200.000 cặp quần jean nổi tiếng trong tuần đầu tiên trên thị trường.
Năm 1990 với thành công trong việc quảng bá và kinh doanh đồ lót nam.
Vào giữa tháng 12 năm 2002, Calvin Klein Inc (CKI) đã được bán cho Phillips Van Heusen Corp.
Trong một báo cáo năm 2010 của PVH, đã ước tính doanh số bán hàng của sản phẩm Calvin Klein là 4,6 tỷ Euro.

## Sản phẩm
- Calvin Klein Collection
- ck Calvin Klein
- Calvin Klein
- Calvin Klein Sport
- Calvin Klein Jeans
- Calvin Klein Home
- The Khaki Collection
- Calvin Klein Golf
- Calvin Klein Underwear
- CK one Lifestyle brand
- Calvin Klein Watches + Jewelry